# Rezerwat przyrody Lewice
Rezerwat przyrody „Lewice” (zwany też Bagno Biała) – rezerwat torfowiskowy utworzony w granicach Trójmiejskiego Parku Krajobrazowego w celu ochrony dobrze zachowanych torfowisk wysokich i przejściowych z roślinnością mszarną położonych w wytopiskach moreny dennej. Torfowiska te otacza bór bagienny i brzezina bagienna. Najcenniejszym elementem, założonego w 1988 roku na powierzchni 22,90 ha, rezerwatu są trzy zespoły roślinne na niezadrzewionej części torfowiska z klasy mszarów: mszar dolinkowy (Caricetum limosae), mszar przygiełkowy (Rhynchosporetum albae), wysokotorfowiskowy mszar kępowy (Sphagnetum magellanici). Aktem prawnym tworzącym rezerwat jest Zarządzenie Ministra Ochrony Środowiska i Zasobów Naturalnych z dnia 18 stycznia 1988 r. (MP Nr 5, poz. 48).
Teren rezerwatu jest zarządzany przez Nadleśnictwo Gdańsk, nadzór sprawuje Regionalna Dyrekcja Ochrony Środowiska w Gdańsku. Według obowiązującego planu ochrony ustanowionego w 2012 roku (zmienionego w 2016), obszar rezerwatu objęty jest ochroną czynną.
Rezerwat, wraz z sąsiednią „Gałęźną Górą”, leży w obrębie specjalnego obszaru ochrony siedlisk Natura 2000 „Biała” PLH220016.
Na terenie rezerwatu udostępniono szlak dla ruchu pieszego z drewnianą kładką oraz szlak dla ruchu pieszego i jazdy konnej wierzchem (stanowiący część ścieżki konnej „Pętkowice”).